# Armas Launis

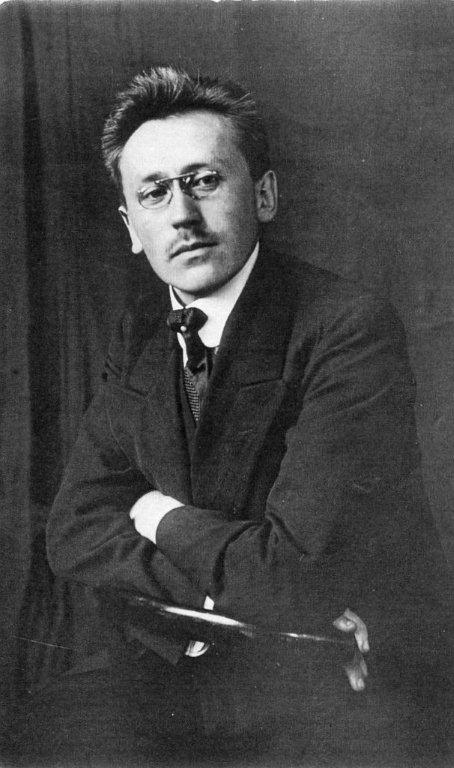
Armas Launis.

Armas Launis, född 22 april 1884 i Tavastehus, död 7 augusti 1959 i Nice i Frankrike, var en finländsk kompositör, folkmusikforskare, pedagog, författare och journalist.

## Kompositör
Launis studerade i Helsingfors för Sibelius och Ossian Fohström och fortsatte studier i Berlin (Wilhelm Klatte) och i Weimar (Waldemar von Baussnern). Launis var framför allt en operatonsättare som komponerade tio lyriska verk (musik och libretto). I Finland har två av hans verk spelats upp: iscensättning "Sju bröder" (1913), den första finska komiska operan, och "Kullervo" (1917), och i konsertsal "Aslak Hetta" (2004 i Finlandiahuset, Helsingfors, dirigerad av Sakari Oramo)
I Frankrike stod han bakom iscensättningen av "Kullervo" (1940 i Palais de la Méditerranée i Nizza) samt i radio Paris-Inter et Radio Monte-Carlo (1938-1940), och "Jéhudith", en avkortad version i radio Paris-Inter (1954, dirigerad av Eugène Bigot)
Utöver operorna komponerade han kammarmusik, kantater, körsånger, orkestersviter, pianostycken och musiken för den första finländska etnografiska filmen, "Bröllop på Karelens sångmarker" (1921)

## Folkmusikforskare
Launis var en av de första finländska folkmusikforskarna och samlarna. Han gjorde många resor till Lappland (1904, 1905, 1922), till Kajanaland (1902), till Ingermanland (1903, 1906), till Karelen (1902, 1905) och till Estland (1930). Han upptecknade melodier och registrerade berömda runosångare, gråtkvädare och kantelespelare och gav ut 800 jojkar. Han förstod de gamla runornas rikedom och dynamik och folktraditionens vikt. Hans talrika publikationer och samlingar är fortfarande ansedda och berikar vår kulturarv. Senare begav han sig till Nordafrika och blev intresserad av beduinernas, arabernas och berbernas musik, vars influens är kännbar i hans operor Theodora och Jéhudith.

## Pedagog
Launis disputerade 1910 och undervisade i musikanalys vid Helsingfors universitet från 1918 till 1922. Han organiserade musikundervisningen för vida kretsar och grundade Finlands första folkskonservatorier i Helsingfors och några andra städer. 1920 fick han Statens tonsättarpension på livstid, vilket möjliggjorde hans vistelser utomlands.

## Journalist
För att behålla kontakter med sitt hemland korresponderade han regelbundet med tidningarna Helsingin Sanomat och Uusi Suomi samt tidskriften Suomen Kuvalehti. Han var en av stiftarna av la Société de la presse étrangère de la Côte d'Azur och journalist av l'Association d'expansions et d'échanges artistiques.

## Verkförteckning

### Operor
- Sju bröder (1913)
- Kullervo (1917)
- Aslak Hetta (1922)
- Häxans sång (1934)
- Den karelska sjalen (1937)
- Sommaren som aldrig kom (1936)
- Jéhudith (1937-1940)
- Det var en gång (1939)
- Theodora (1939)
- De frysna flammorna (1958)

### Böcker
- Über Art, Entstehung und Verbereitung des estnisch-finnischen Runenmelodien (1910)
- Opera och talskådespel: några jämförande drag (1915)
- Mina förfäders minne (1500-1900 (1921)
- Aslak Hetta: Opera i tre akter (libretto 1921)
- Min längtans land. Laplandsvandrares minnen (1922)
- I murjanernas land (1927)
- Konservatorier i Finlands landsbygdsstäder (1927)
- Skeden av en Åbo skärgårdsfamilj (1929)
- Letandet efter lapplandsfjällens melodier 1904 och 1905. (Minna-Riikka Järvinen, red., 2004)

### Melodisamlingar
- Lappische Juoigos-Melodien (1908)
- Finska folkets melodier IV: I Ingermanlands runomelodier (1910)
- Finska scoutfärdens sångbok (1917)
- Finska folkets melodier IV: II Karelens runomelodier (1930)
- Estlands runomelodier (Tartto 1930)

### Artiklar
- Om runomelodier (Förklaringar till Kalevala, 1910)
- Kullervo-operas förhistoria (Kalevalasällskapets årsbok I, 1921)
- Letandet efter samernas melodier (Kalevalasällskapets årsbok II, 1923)
- En karelsk kantelespelare (Kalevalasällskapets årsbok III, 1923)

### Diskografi
- Aslak Hetta (opera i tre akter) RSO –  Sakari Oramo och Alamikkotervo, Viljakainen, Kaappola, *Laukka, Saarinen, Virtanen, manskören YL – Matti Hyökki, kammarkören Kampin laulu – Timo Lehtovaara – ONDINE 2005, ODE 1050-2D
- Berceuse (Sibelius, Launis, Klami, Kuula), Tavastehus stadsorkester, Tuomas Pirilä – Jasemusiikki 1999, JASE CDs 1003.
- Berceuse för cellor och kontrabaser, arr. H-C Fantapié (Livets ström), Helsingfors unga stråkar, "F-klaven", Csaba Szilvay – 2004, HJSCD-06
- Bröllop på Karelens sångmarker (etnografisk film 1921), kammarorkestern Avanti!, Yrjö Hjelt – Kalevalasällskapet 2006, KSDVD 001

## Utmärkelser
- Riddartecknet av I klass av Finlands Vita Ros’ orden,  1934[1]
- Officer av Nichan Iftikhar,  1938[1]

[Redigera Wikidata]